# 16-os busz (Debrecen)
A debreceni 16-os jelzésű autóbusz a Nagyállomás és  TEVA Gyógyszergyár között közlekedik. Útvonala során érinti a Nagyállomást, a Főnix Csarnokot, a Hódos Imre Sportcsarnokot, a Campust, a Sportuszodát és a Szociális Otthont. A viszonylatot a Debreceni Közlekedési Zrt. üzemelteti.

## Története
A járat 1970-ben a 3-as és 7-es villamos megszűnésekor jött létre. Az Attila tér - Baross utca - Rakovszky Dániel utca - Kassai út - Zákány utca - Oláh Gábor utca - Vigadó tér - Pallagi út - BIOGAL Gyógyszergyár útvonalon közlekedett. 1981. április 6-tól már az Attila tér - Baross utca - Rakovszky Dániel utca - Kassai út - Zákány utca - Hadházi út - Nagyerdei körút - Pallagi út - Gyógyszergyár útvonalon közlekedett. 1992. február 1-től a belső végállomása a Nagyállomás lett. Az ekkor bevezetett menetrendje egészen 2011-ig érvényben maradt. 2011 óta csupán indulási idejei változtak.

## Útvonala
| Év        | Végállomások                      | Útvonal oda | Útvonal vissza |
| --------- | --------------------------------- | --- | --- |
| 1970-1981 | Attila tér – BIOGAL Gyógyszergyár | Baross utca – Faraktár utca – Rakoszky Dániel utca – Árpád tér – Kassai út – Zákány utca – Martinovics utca – Oláh Gábor utca – Pallagi út | Pallagi út – Oláh Gábor utca – Martinovics utca – Zákány utca – Kassai út – Árpád tér – Rakovszky Dániel utca – Hajnal utca |
| 1981-1992 | Attila tér – BIOGAL Gyógyszergyár | Baross utca – Faraktár utca – Rakovszky Dániel utca – Kassai út – Baksay Sándor utca – Hadházi út – Nagyerdei körút – Pallagi út           | Pallagi út – Nagyerdei körút – Hadházi út – Zákány utca – Kassai út – Rakovszky Dániel utca – Hajnal utca                   |
| 1992-től  | Nagyállomás – TEVA Gyógyszergyár  | Wesselényi utca – Hajnal utca – Rakovszky Dániel utca – Kassai út – Baksay Sándor utca – Hadházi út – Nagyerdei körút – Pallagi út         | Pallagi út – Nagyerdei körút – Hadházi út – Zákány utca – Kassai út – Rakovszky Dániel utca – Hajnal utca – Wesselényi utca |

## Megállóhelyei
| 0  | Nagyállomás végállomás        | 14 | 1, 2 5, 5A 10, 10A, 10Y, 14, 18, 18Y, 21, 30, 30A, 30I, 30N, 37, 39, 42, 42A, 43, 47, 46, 46E, 46H, 47, 47Y, 48, 49, 49Y, 146, A1, Airport1 S506 sebesvonat, gyorsvonat, IC, EC, expresszvonat |
| 1  | Wesselényi utca               | 13 | 5, 5A 15, 15Y, 21, 30, 30A, 30N, 37, 43, A1 Helyközi buszok |
| 2  | Hajnal utca                   | 12 | 5, 5A 21, 37, 43, A1 Helyközi buszok |
| 3  | Benedek Elek tér              | 11 | 4, 5, 5A 19, 21 Helyközi buszok |
| 5  | Árpád tér                     | 9  | 3, 3A, 5, 5A 11, 22, 22Y, 24, 24Y Helyközi buszok |
| 6  | Laktanya utca                 | 7  | 3, 3A, 5, 5A 11, 22, 22Y, 24, 24Y |
| 7  | Főnix Csarnok                 | 6  | 3, 3A, 5, 5A 22, 22Y, 23, 23Y, 24, 24Y, 51E |
| ∫  | Sportuszoda                   | 5  | 3A 23, 23Y |
| 8  | Baksay Sándor utca            | ∫  | 23, 23Y |
| ∫  | Hadházi út 92.                | 4  | 3A 23, 23Y |
| 11 | Szociális Otthon              | 2  | 10, 10A, 10Y, 12, 13, 22Y, 24Y |
| 12 | Pallagi út                    | 1  | 10Y, 12, 13, 22Y, 24Y |
| 13 | TEVA Gyógyszergyár végállomás | 0  | 10Y, 12, 13 |

## Külső hivatkozások
- Debrecen Város Közlekedése (magyar nyelven). Debreceni Közlekedési Zrt.. (Hozzáférés: 2018. március 9.)
- Debrecen vonalhálózati térképe (magyar nyelven) (JPG). Debreceni Közlekedési Zrt.. (Hozzáférés: 2018. március 9.)